# Djamel Tahi
Djamel Tahi est un réalisateur de documentaires.

## Filmographie
- 1997 : Sida : le doute ! (50 minutes)
- 2001 : Moi, Malika... Algérienne, catholique et cantatrice (50 minutes)
- 2005 : Rendez-vous à William Creek (52 minutes)
- 2006 : Asamando le royaume des ancêtres (52 minutes)
- 2008 : Enterrés volontaires au cœur de l'Antarctique (60 minutes)

## Livres;articles
- Roland Schlich, Djamel Tahi, Claude Lorius ,365 jours sous les glaces de l'Antarctique, éditions Glénat, Paru le 26.11.2008,  (ISBN 9782723466073)